# Rudolf Mosse

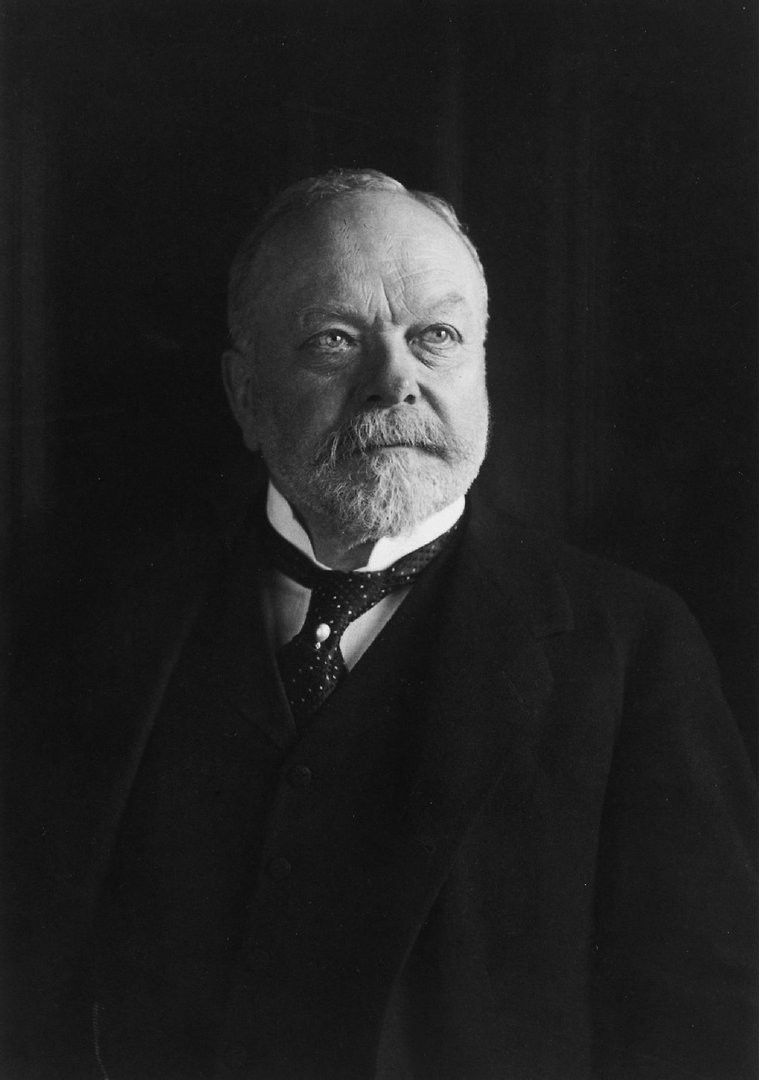
Rudolf Mosse

Rudolf Mosse, född 8 maj 1843 i Grätz, Storhertigdömet Posen, död 8 september 1920 i Schenkendorf, var en tysk förlagsman.
Mosse grundade 1867 en förläggarfirma, som framför allt genom sina tidningar Berliner Tageblatt, Berliner Volkzeiutung och Berliner Morgenzeitung kom att spela stor roll i Tysklands politiska och kulturella utveckling.